# Thelephora scissilis
Thelephora scissilis är en svampart som beskrevs av Burt 1914. Thelephora scissilis ingår i släktet vårtöron och familjen Thelephoraceae.   Inga underarter finns listade i Catalogue of Life.